# Oliveira de Baixo
A aldeia portuguesa de Oliveira de Baixo, pertencente à freguesia de Bodiosa, fica situada entre Viseu e São Pedro do Sul. É atravessada pela EN16, antiga via Aveiro-Vilar Formoso.
Tem como padroeira a Nossa Senhora da Piedade, cujos festejos se realizam no 2º Domingo de Setembro. Os festejos pagãos têm lugar no 2º fim de semana de Julho.